# Torrent de la Riera
|  | Per a altres significats, vegeu «Torrent de la Riera (Escorca)». |

El Torrent de la Riera és un torrent de l'illa de Mallorca que desemboca a la capital, Palma, entre el Parc de la Feixina i el Museu del Baluard.
Neix al terme de Puigpunyent, a prop de la possessió de Son Fortesa. La seva capçalera recull les aigües del torrent de Son Fortesa, provinents del Coll d'Estellencs i de la Serra dels Puntals de Planícia i desaigua a la badia de Palma. Antigament creuava Palma per l'actual Rambla, carrer Unió i el Born, però l'any 1613 fou desviat fora del centre històric. Actualment, passa per la part exterior de les antigues murades de Palma i en el seu darrer tram, forma el Passeig Mallorca. L'any 1403, encara en el seu antic traçat, es va produir una greu inundació que va provocar la mort de milenars de persones. Té una conca hidrogràfica de 58 km² i un recorregut de 21 km.
Hi ha documentats dos antics topònims per al torrent. El primer apareix al Liber Maiolichinus amb la forma Exechin, que provendria de l'àrab الشَّقّ (aš-šaqq) 'solc'. L'altre encara es conserva actualment i fa referència només a la part de l'antiga desembocadura, que és anomenada la Rambla. Es tracta de l'àrab رملة (ramla) 'terreny arenós', freqüent a tot el territori català amb passat islàmic, i devia ser un genèric aplicat al llit generalment sec del torrent al seu pas per dins la ciutat que es trobaren els nous pobladors el segle xiii. Amb el desviament del torrent, la Rambla deixà de ser un torrent i es va acondicionar com a passeig.